# Francisco González Cabaña
Francisco González Cabaña, né le 12 octobre 1957, est un homme politique espagnol membre du Parti socialiste ouvrier espagnol (PSOE).

## Biographie

### Vie privée
Il est veuf.

### Formation
Francisco González est licencié en philologie hispanique.

### Activités politiques
Il a été président de la députation de Cadix de 2003 à 2011 et maire de Benalup-Casas Viejas de 1983 à 2011.
Le 20 novembre 2011, il est élu député pour Cadix au Congrès des députés.
Le 20 décembre 2015, il est élu sénateur pour Cadix au Sénat et réélu en 2016.